# Yekaterina Yusheva
Yekaterina Petrovna Yusheva –en ruso, Екатерина Петровна Юшева– (Rostov del Don, 30 de abril de 1973) es una deportista rusa que compitió en esgrima, especialista en la modalidad de florete.
Ganó cinco medallas en el Campeonato Mundial de Esgrima entre los años 2001 y 2003, y ocho medallas en el Campeonato Europeo de Esgrima entre los años 1998 y 2005.
Participó en dos Juegos Olímpicos de Verano, en los años 2000 y 2004, ocupando el quinto lugar en Sídney 2000, en la prueba por equipos.

## Palmarés internacional
| Campeonato Mundial | Campeonato Mundial     | Campeonato Mundial | Campeonato Mundial  |
| Año                | Lugar                  | Medalla            | Prueba              |
| ------------------ | ---------------------- | ------------------ | ------------------- |
| 2001               | Nimes (Francia)        | Medalla de plata   | Florete por equipos |
| 2001               | Nimes (Francia)        | Medalla de bronce  | Florete individual  |
| 2002               | Lisboa (Portugal)      | Medalla de oro     | Florete por equipos |
| 2002               | Lisboa (Portugal)      | Medalla de plata   | Florete individual  |
| 2003               | La Habana (Cuba)       | Medalla de plata   | Florete por equipos |
| Campeonato Europeo |                        |                    |                     |
| Año                | Lugar                  | Medalla            | Prueba              |
| 1998               | Plovdiv (Bulgaria)     | Medalla de oro     | Florete por equipos |
| 2000               | Funchal (Portugal)     | Medalla de oro     | Florete por equipos |
| 2000               | Funchal (Portugal)     | Medalla de bronce  | Florete individual  |
| 2002               | Moscú (Rusia)          | Medalla de bronce  | Florete por equipos |
| 2003               | Bourges (Francia)      | Medalla de bronce  | Florete individual  |
| 2003               | Bourges (Francia)      | Medalla de bronce  | Florete por equipos |
| 2004               | Copenhague (Dinamarca) | Medalla de plata   | Florete por equipos |
| 2005               | Zalaegerszeg (Hungría) | Medalla de plata   | Florete por equipos |